# 高麗獻宗
高麗献宗（：／ Goryeo Heonjong；1084年—1097年），姓王，諱昱（：／ Wang Uk），高麗國的第十四任君主，1094年─1095年在位。
高麗宣宗长子，母思肃太后李氏。在位之時由母親攝政，但在1095年禪位給叔叔肅宗。死後廟號献宗，諡號恭殇定比怀孝大王，葬於隐陵。
| 高麗獻宗        |                            |                 |
| 前任： 高麗宣宗 | 高麗王朝國王 1094年─1095年 | 繼任： 高麗肅宗 |